# Góra Kornytowa
Góra Kornytowa (830 m) – szczyt w Paśmie Radziejowej w Beskidzie Sądeckim. Znajduje się w długim północnym grzbiecie Radziejowej (1266 m), oddzielającym dolinę Potoku Bańskiego od doliny potoku Mała Roztoka. W grzbiecie tym znajduje się pomiędzy wierzchołkiem Jaworzyny (1068 m) a Jaworzyną (947 m). Nie znajduje się jednak w głównej grani tego grzbietu, lecz nieco po jego zachodniej stronie w krótkiej bocznej odnodze. W grani głównej grzbietu (w odległości 280 m w prostej linii od wierzchołka Kornytowej) znajduje się wierzchołek 890 m, na którym grań zmienia kierunek z północnego na wschodni i który od sąsiedniej na wschód Jaworzyny Wielkiej (947 m) oddzielony jest Przełęczą Mićkowską (875 m). Zachodnie stoki Kornytowej opadają do Potoku Bańskiego, północne do Roztoczanki (Wielkiej Roztoki), wschodnie do niewielkiego potoku spływającego spod Przełęczy Maćkowskiej do Wielkiej Roztoki.
Kornytowa jest całkowicie porośnięta lasem jodłowo-bukowo-świerkowym, ale na jej grzbiecie i wierzchołku 890 m znajduje się polana Magorzyca. Znajduje się na obszarze Popradzkiego Parku Krajobrazowego. Grzbietem przez wierzchołek 890 m i polanę Magorzyca poprowadzono gminny szlak turystyczny.
Nazwa szczytu pochodzi od dawnej, już zalesionej polany Kornytowa, nazwa tej zaś od nazwiska Kornet lub Kornyt. Znajduje się w granicach wsi Roztoka Ryterska w województwie małopolskim, w powiecie nowosądeckim, w zachodniej części gminy Rytro.
Szlaki turystyczne
 żółty szlak pieszy: dolina Wielkiej Roztoki – Jaworzyna – Przełęcz Mićkowska – Kornytowa – Jaworzyny – Przełęcz Żłobki. 3:30 h, ↓ 2:30 h.